# 무전취식
무전취식(無錢取食) 또는 먹튀는 한 명 이상의 고객이 음식점 등에서 음식이나 음료를 주문하고 소비한 다음 지불하지 않는 행위이다. 이는 절도이자 사기 행위에 해당한다. 이 행위는 고객이 지불을 회피할 의도를 가지고 식당을 떠나는 것, 그리고 음식을 먹은 뒤에 돈이 없음을 주장하는 것이 포함된다.

## 법적 측면
영국에서는 무전취식이 "지불 없이 도주하는 것"으로 간주되어 기소된다.
미국에서는 법적 의미가 주마다 다르다. 고객이 사전에 요금을 미납할 의도로 허위로 값진 서비스를 받은 경우, 요금을 지불하지 않는 것은 도난으로 간주되어 사기 범죄에 해당된다. 식당의 의도는 청구서를 지불하지 않는 민사 사건과 여관 주인을 속이는 범죄 행위를 구별한다. 미시간주에서는 여관주인을 속이는 것은 전문적인 법정 경범죄로, 최대 93일의 징역형과 최대 $500의 벌금, 최대 2년의 집행 유예가 가능하다. 이는 주법이나 지역 조례에 따라 청구될 수 있다. 이 범죄의 중대 죄는 사업장을 사취하려는 의도로 바, 카페, 호텔, 모텔 또는 레스토랑에서 발생한 청구서를 지불하지 않는 것과 관련이 있다. 한 사례에서는 한 남성이 도주한 후 그와 데이트를 했던 13명의 여성에게 비용을 청구한 후 10건의 중범죄 혐의로 체포되어 기소되었다.
때때로 고용주는 직원에게 고객 절도 비용을 회수하도록 할 수 있다. 그들은 임금이나 팁에서 미지급 식사비를 공제함으로써 명시적으로 그렇게 할 수도 있고, 서빙하는 사람이 고객의 식사 비용을 충당할 만큼 충분한 현금과 신용카드 영수증을 제공하고 팁으로 잉여분을 가져갈 것을 기대할 수 있다. 많은 관할권에서는 이를 임금 착취로 간주하며 고용주는 서버의 훔친 임금을 갚을 책임이 있다.